# Brad Guzan
Bradley Edwin "Brad" Guzan (Evergreen Park, Illinois, 1984. szeptember 9. –) amerikai labdarúgó, az Atlanta United kapusa.

## Pályafutása

### Kezdeti évek
Guzan gyerekkorában a Chicago Magic Soccer Clubban kezdett futballozni, de csak az egyetemen, Dél-Karolinában kezdett komolyabban foglalkozni a sportággal. 2004-ben a Chicago Fire tartalékcsapatához került, mely a negyedosztályban szerepelt. Egy év múlta draft útján a Chivas USA játékosa lett. Három évet töltött itt, majd az angol Aston Villához igazolt.

### Aston Villa
Guzant 2008. július 11-én, 600 ezer fontért szerződtette az Aston Villa. Augusztus 1-jén kapta meg a munkavállalási engedélyt, és a pekingi olimpia után mutatták be a szurkolók előtt. Ő volt a második amerikai kapus Brad Friedel után, aki 2008 nyarán a Villához igazolt.
2008 szeptemberében, egy Queens Park Rangers elleni Ligakupa-meccsen mutatkozott be a birminghamieknél. November 6-án, a Slavia Praha elleni UEFA-kupa-meccsen kapott először lehetőséget az európai porondon. Több nagy védést is bemutatott, ezzel komolyan hozzájárulva az Aston VIlla 1-0-s sikeréhez. Később, a CSZKA Moszkva elleni találkozón kezdő volt. A bajnokságban egy Liverpool elleni mérkőzésen debütált, miután Brad Friedelt kiállították.

## Válogatott
Guzan 2006 óta tagja az amerikai válogatottnak. 2006. február 19-én, Guatemala ellen kapott először lehetőséget a nemzeti csapatban. 2007-ben tagja volt annak a csapatnak, mely megnyerte az Aranykupát.

## Sikere, díjai

### Klub
- Atlanta United
  - MLS-bajnok: 2018
  - US Open kupa: 2019
  - Campeones kupa: 2019

### Válogatott
- Amerikai Egyesült Államok
  - CONCACAF-aranykupa: 2007, 2017, 2021